# 서현 (그림책 작가)
서현(1982년~ )은 한국의 그림책 작가다. 대표도서로 《눈물바다》, 《커졌다》, 《간질간질》, 《호라이》, 《호라이호라이》 등이 있다.

## 생애
1982년 경기도 수원에서 태어났으며, 홍익대학교에서 회화를 전공하고 한국일러스트레이션 학교(HILLS)에서 그림책 작업에 대해 공부했다. 그녀는 2009년 눈물로 바다를 만들어서 자신을 슬프게 한 것들을 모두 빠뜨리는 이야기인 그림책 <눈물바다>로 데뷔를 했다. 그녀는 어릴 때부터 캐릭터를 만들면서 놀았고, 만화를 좋아하여 작품에서도 유머러스하고 만화적인 표현이 돋보이는 작업을 하고 있다. 현재도 재미와 유머를 통해 사람들의 마음을 움직이는 그림책을 만들어 가고 있다.

## 경력
서현 작가의 대표작으로는 <눈물바다>, <커졌다!>, <간질간질>이 있으며 그녀는 <간질간질>을 통해 2017년 제 58회 한국출판문화상을 수상하였다. 현재 그녀는 바캉스 프로젝트에 참여하고 있다. 바캉스 프로젝트는 한국을 대표하는 그림책 작가들이 모여 다양한 주제나 새로운 표현을 담은 독립 출판 프로젝트로서 대한민국 출판물의 새로운 문화를 창출하고 있다. 바캉스 프로젝트에서 서현 작가는 <물것들>, <토끼전>, <호랭떡집> 등의 작품을 출간하였다.

## 스타일
서현 작가는 디지털 작업을 통해 그림책을 제작한다. 서현 작가는 수작업과 디지털 작업을 혼합하여 그림책을 제작한다. 그녀는 어린 시절부터 만화를 좋아하여 <호라이>, <커졌다!> 그림책에서도 4컷 분할의 만화적 표현을 사용하였다. 또한 <간질간질> 그림책을 보면 글과 그림이 함께 변형이 이루어져 유머적인 효과를 연출한다. <호라이> 그림책부터는 그녀의 작품 스타일의 변화가 있었다. 이전의 작품에서는 달걀프라이가 조연으로 배치되었었다. 하지만 <호라이>에서부터는 기존과는 달리 주연으로 배치되고 있다. 그녀는 달걀프라이가 온전하게 성장하지 않은 상태이므로 무한한 가능성을 품은 존재라고 생각하며 상상력을 펼쳐 그림책을 제작했다고 한다. 더해서, <호라이> 작품에서는 강렬한 색의 대비와 단순화된 라인을 사용하고 있다. 이에 비해 <호라이 호라이>에서는 이야기의 흐름과 캐릭터로의 집중을 위해 노란색과 흑백만을 사용하였다. 작가의 최신 그림책인 <호랭 떡집>에서도 적극적인 칸의 사용, 만화적인 표현 방법과 더불어 그녀 특유의 유머가 녹여져 있으며 독자의 상상력을 자극한다.

## 수상
- 2017 제 58회 한국출판문화상 어린이청소년 부문 수상 - 간질간질
- 2016 제 2회 아트토이&캐릭터 공모전(제주창조경제혁신센터 주최/ 아트벤쳐스 주관) 아트토이부문 대상 - 더스티포켓(Dustypocket)

## 작품
글 ・ 그림 작업
- 2023 호랭떡집 (사계절) ISBN 9791169811163
- 2021 호라이호라이 (사계절)ISBN 9791160947335
  - 2022  煎蛋, Jieli Publishing House, 중국
  - 2022  出逃的煎蛋, Jieli Publishing House  , 중국

- 2021 호라이 (사계절)ISBN 9791160947335
- 2017 간질간질 (사계절)ISBN 9791160940688
  - 2022  好痒好痒, Jieli Publishing House, 중국

- 2012 커졌다! (사계절)ISBN 9788958286219
  - 2021 iya creci!, Pequeño editor, 아르헨티나

- 2009 눈물바다 (사계절)ISBN 9788958284055
  - 2014  Un océan de larmes, La pastéque, 캐나다
  - 2012  眼泪的海洋, Beijing Science and Technology Publishing, 중국
  - 2010  眼淚海, 3&3 International Education Institute, 대만

그림 작업
- 2022 고양이 걸씨 (글 장영복 그림 서현), 국민서관ISBN 9788911128839
- 2022 여덟 살은 울면 안 돼? (글 박주혜 그림 서현), 문학과 지성사ISBN 9788932040462
- 2018 오늘아 안녕 (글 김유진 그림 서현), 창비ISBN 9788936455248
- 2018 이불을 덮기 전에 (글 김유진 그림 서현), 창비ISBN 9788936455408
- 2018 밤 기차를 타고 (글 김유진 그림 서현), 창비ISBN 9788936455415
- 2018 너무너무 공주 (글 허은미 그림 서현), 만만한 책방ISBN 9791189499020
- 2017 책을 찾아간 아이 (글 이상희 글 서현), 그림책도시ISBN 9791188172009
- 2016 해피 버스데이 투 미 (글 신운선 그림 서현), 문학과 지성사ISBN 9788932028651
- 2015 보통의 육아 (글 야순 그림 서현), 위고ISBN 9791195095452
- 2015 칠판에 딱 붙은 아이들 (글 최은옥 그림 서현), 비룡소ISBN 9788949161846
- 2015 전쟁을 평화로 바꾸는 방법 (글 루이즈 암스트롱 번역 서애경 그림 서현), 평화를 품은 책ISBN 9791185928067
- 2015 책이 사라진 날 (글 고정욱 그림 서현), 한솔수북ISBN 9791170282976
- 2015 나 쌀벌레야 (글 주미경 그림 서현), 문학동네ISBN 9788954638067
- 2015 뒤집혀 혀집뒤 (글 이리을 그림 서현), 비룡소ISBN 9788949161921
- 2014 누구랑 가? (글 백미숙 그림 서현), 리틀씨앤톡ISBN 9788960982123
- 2013 게임파티 (글 최은영 그림 서현), 시공주니어ISBN 9788952767967
- 2013 호랑이 눈썹 (글 이빈디 그림 서현), 한겨레아이들ISBN 9788984316539
- 2013 내 친구가 사는 곳이 궁금해 (글 김향금 그림 서현), 열린어린이ISBN 9788990396327
- 2013 달코미 아저씨와 빵 만들기 대회 (글 박정선 그림 서현), 시공주니어ISBN 9788952769107
- 2013 일수의 탄생 (글 유은실 그림 서현), 비룡소ISBN 9788949121543
- 2010 보물상자 (글 김옥 그림 서현), 사계절출판사ISBN 9788958284413
- 2010 달을 마셨어요 (글 김옥 그림 서현), 사계절출판사ISBN 9788958284420
- 2009 이상한 열쇠고리 (글 오주영 그림 서현), 창비ISBN 9788936451196

## 활동
- 2023[1]장애아동을 위한 좋은 책 한국후보작 선정 - 호라이
- 2020[2]예태보리도서전 전시도서 선정 - 간질간질
- 2020[3]모스크바국제도서전 전시도서 선정 - 간질간질
- 2019 제39회[4]멕시코 국제아동청소년도서전 초대작가 행사 참여
- 2017[5]과달라하라 국제도서전 전시도서 선정 - 간질간질
- 2016 파리국제도서전 한국 그림책 130展 전시도서 선정 - 커졌다!
- 2015 볼로냐국제아동도서전 전시도서 선정 - 눈물바다